# The Valhalla Murders
The Valhalla Murders (Originaltitel Brot, isl. für Verletzung) ist eine isländische Fernsehserie von Þórður Pálsson. Ursprünglich 2019 in Island ausgestrahlt und 2020 auf Netflix veröffentlicht, ist die Serie nach Trapped – Gefangen in Island die zweite isländische Krimiserie auf dem Streamingportal.

## Handlung
Die Serie basiert weit gefasst auf einer wahren Begebenheit.
Die Polizistin Kata, alleinerziehende Mutter eines 16-Jährigen, und der Polizist Arnar Böðvarsson, zur Unterstützung der Polizei Reykjavíks von Oslo zurück in seine Heimat Island versetzt, jagen einen Killer, der seine Opfer – Männer und Frauen fortgeschrittenen Alters –  brutal ersticht und ihnen postmortem die Augen zerschneidet. Zusammen finden die beiden von privaten Problemen und Konflikten gebeutelten Protagonisten heraus, dass die Opfer keinesfalls wahllos ausgewählt werden.
In einem staatlichen Kinderheim namens „Valhalla“ wurden Jahrzehnte zuvor Jungen im Alter zwischen sieben und 14 Jahren vom Personal grausam misshandelt und sexuell missbraucht. Eines der Opfer, ein Kind namens Tommy, verschwand spurlos. Ist er der inzwischen erwachsene Serienkiller? Oder wurde er ermordet und seine Leiche beseitigt? Die alten Fallunterlagen erweisen sich als lückenhaft und voller Ungereimtheiten.
Parallel zum Valhalla-Fall gibt es einen Handlungsstrang mit der Polizistin Kata und ihrem 16-jährigen Sohn Kári. Ihr Sohn ist bei einer Party dabei, bei der ein Mädchen vergewaltigt wird. Kata befürchtet, dass Kári daran beteiligt war.

## Besetzung
| Rolle    | Schauspieler                | Synchronsprecher  |
| -------- | --------------------------- | ----------------- |
| Kata     | Nína Dögg Filippusdóttir    | Bettina Weiß      |
| Arnar    | Björn Thors                 | Jaron Löwenberg   |
| Magnus   | Sigurður Skúlason           | Bernd Vollbrecht  |
| Erlingur | Bergur Ebbi Benediktsson    | Dirk Stollberg    |
| Helga    | Tinna Hrafnsdóttir          | Diana Borgwardt   |
| Svava    | Edda Björgvinsdóttir        | Isabella Grothe   |
| Hugrún   | Arndís Hrönn Egilsdóttir    | Anke Reitzenstein |
| Selma    | Anna Gunndís Guðmundsdóttir | Alexandra Wilcke  |
| Dísa     | Aldís Amah Hamilton         | Jannika Jira      |
| Kári     | Grettir Valsson             | Tom Raczko        |

## Episoden
| Nr. (ges.) | Nr. (St.) | Deutscher Titel        | Originaltitel       | Erstausstrahlung Island | Deutschsprachige Erstausstrahlung (D) | Regie              |
| ---------- | --------- | ---------------------- | ------------------- | ----------------------- | ------------------------------------- | ------------------ |
| 1          | 1         | Unvorstellbar          | Never Before Seen   | 26. Dez. 2019           | 13. März 2020                         | Þórður Pálsson     |
| 2          | 2         | Die Rückkehr           | The Return          | 2. Jan. 2020            | 13. März 2020                         | Þórður Pálsson     |
| 3          | 3         | Valhalla               | Valhalla            | 9. Jan. 2020            | 13. März 2020                         | Þórður Pálsson     |
| 4          | 4         | Narben                 | Scars               | 16. Jan. 2020           | 13. März 2020                         | Þórður Pálsson     |
| 5          | 5         | Für alle sichtbar      | In Plain Sight      | 23. Jan. 2020           | 13. März 2020                         | Þórður Pálsson     |
| 6          | 6         | Versteck               | Hidden Place        | 30. Jan. 2020           | 13. März 2020                         | Þóra Hilmarsdóttir |
| 7          | 7         | Am Kreuzweg            | Crossroads          | 6. Feb. 2020            | 13. März 2020                         | Þóra Hilmarsdóttir |
| 8          | 8         | Das Monster im Dunkeln | Monster in the Dark | 13. Feb. 2020           | 13. März 2020                         | Þórður Pálsson     |